# Casa das Virtudes

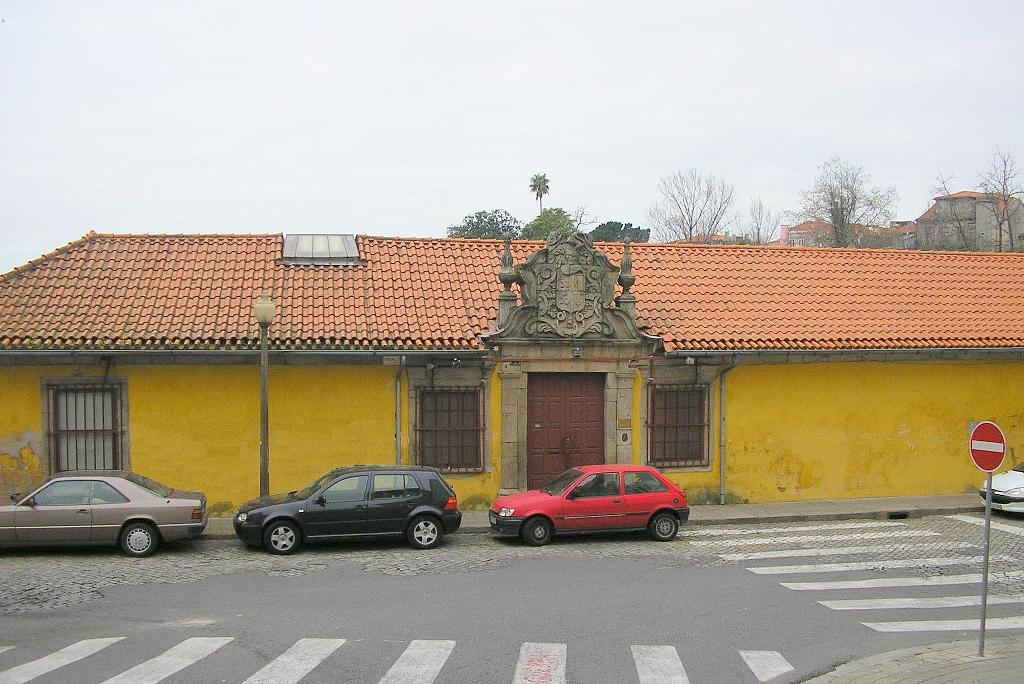
Casa das Virtudes.

A Casa das Virtudes ou Casa dos Albuquerques é uma abastada residência barroca, localizada em Miragaia, na atual União de Freguesias de Cedofeita, Santo Ildefonso, Sé, Miragaia, São Nicolau e Vitória, município do Porto, Portugal.
Também é conhecida como Casa dos Pintos de Meireles ou edifício da Cooperativa Árvore.
A porta de entrada é coroada pelo brasão da família Pinto de Meireles, segundo a carta de Brasão de Armas de 5 de outubro de 1758, pelo fundador da casa.
A Casa das Virtudes foi fundada em 1767 pelo capitão José Pinto de Meireles, Capitão-mor de Rebordães, Cavaleiro da Ordem de Cristo. Foi senhor por herança de seus pais da Quinta da Manguela em Carreira, Santo Tirso, onde ainda pertence a família, Pinto de Meireles. Constituía a cabeça do morgadio das Virtudes.
O escritor Mário Cláudio, em honra à casa, escreveu o romance A Quinta das Virtudes, no qual descreve imensos pormenores históricos.
Os jardins desta casa, pela extensão, e por terem uma direção estratégica para o rio, bem como a casa e os jardins eram para serem visto do rio de quem chegava de barco. Foram os jardins mais caros da cidade do Porto.
A Casa das Virtudes é, desde 1963, o edifício-sede da cooperativa de atividades artísticas Árvore.
Em 2025, mercê da atividade desenvolvida pela Cooperativa Árvore, a Casa das Virtudes passou a estar integrada na rota "Arte e Arquitetura Contemporânea a Norte", iniciativa conjunta da Comissão de Coordenação e Desenvolvimento Regional do Norte e da Entidade Regional de Turismo do Porto e Norte.